# La Piazza (singolo)
La Piazza è un singolo dei Rondò Veneziano pubblicato dalla ZYX Music in Germania nel 2002 e tratto dall'album omonimo. 

## Tracce
1. La Piazza – 3:34 (musica: Gian Piero Reverberi e Ivano Pavesi)